# طوفان توییتری
طوفان توییتری (به انگلیسی: Tweetstorm) به یک کار گروهی در شبکهٔ اجتماعی توییتر، برای دریافت توجه مخاطبان گفته می‌شود که در آن، کاربران با بهره‌گیری از ظرفیت ۲۸۰ حرف این میکروبلاگ به‌طور هم‌زمان، دربارهٔ یک موضوع مشخص اقدام به ارسال پیام توییتری می‌کنند. با این ویژگی که تمام این پیام‌ها حاوی یک هشتگ مشترک است که آنها را به هم مربوط می‌کند. توییتر به شکل روزانه در یک سوی صفحه کاربران، شماری از هشتگ‌های پرهوادار روز را نمایش می‌دهد. از مارک اندرسون مهندس نرم‌افزار و میلیونر آمریکایی به عنوان خالق عنوان طوفان توییتری یاد می‌شود. هشتگ مهسا امینی و نیکا شاکرمی در ایران برجسته ترین طوفان های توییتری هستند

## گونه‌ها
کارشناسان حوزه فضای مجازی انواع طوفان‌های توییتری را به سه حالت تقسیم کرده‌اند.
- طوفان توییتری بزرگ: وضعیتی که در آن تمامی رسانه‌های مدرن و سنتی و حتی مخاطبان خارج از شبکهٔ اجتماعی توییتر از موضوع مورد نظر باخبر می‌شوند.
- طوفان در فنجان: وضعیتی که برخی رسانه‌های سنتی به موضوع مورد بحث اشاره کرده و در مجموع آن موضوع در معرض دید عموم قرار می‌گیرد.
- طوفان توییتری: وضعیتی که موضوع مورد نظر در توییتر مورد توجه گروهی از کاربران قرار گرفته اما رسانه‌ها به آن نپرداخته‌اند.[۲]

## فواید و بدی‌ها
از جمله نقاط ضعف این عمل جمعی می‌توان به امکان گسترش اخبار نادرست و شایعه توسط یک جمع سازمان‌یافته یا جمع فریب‌خورده از کاربران توییتر اشاره کرد. برای مثال، گفته می‌شود در انتخابات ریاست جمهوری ۲۰۱۶ ایالات متحدهٔ آمریکا، از ربات‌های شبکه اجتماعی برای ایجاد طوفان‌های توئیتری مرتبط با ایمیل‌های فاش شدهٔ هیلاری کلینتون استفاده شد.

## بر پایه کشور

### کاربران ایرانی
ایرانیان از جمله کاربرانی هستند که از طوفان توییتری بهره برده‌اند که برجسته‌ترین آنها اطلاع‌رسانی دربارهٔ زندانیان سیاسی امید کوکبی با هشتگ #FreeOmid و #امیدکوکبی و همچنین آرش صادقی با هشتگ #saveArash بود و همچنین ایرانیان هشتک مهسا امینی را با ۳۲۰ میلیون بار تبدیل به بزرگترین هشتک جهان کردند.  فعالیت گسترده کاربران ایرانی آرش صادقی را به ترند اول جهانی در توییتر تبدیل کرد.